# Oglala Lakota College

Fahne des Reservats

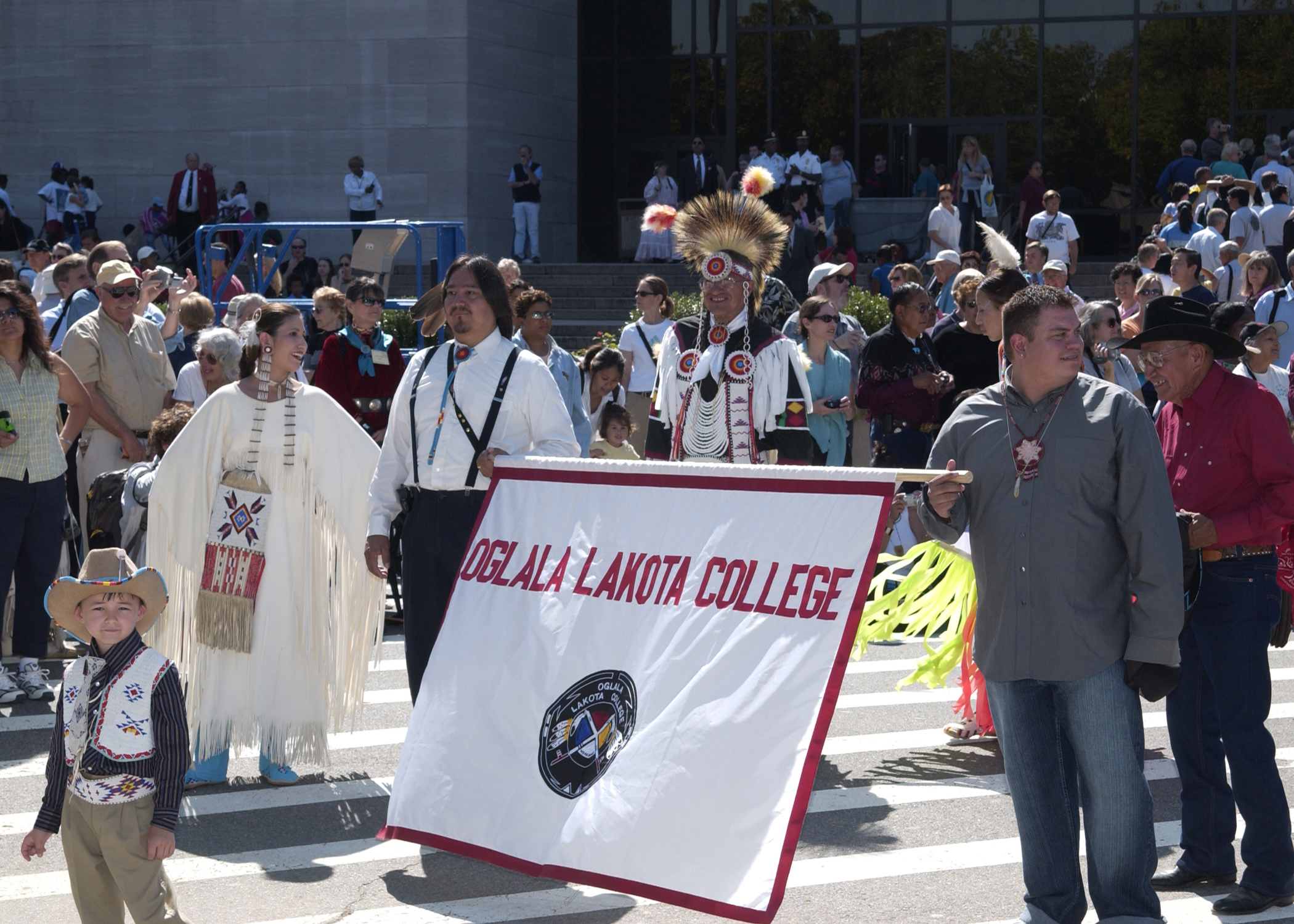
Angehörige der OLC bei einem Marsch in Washington DC.

Oglala Lakota College (OLC) ist eine anerkannte Hochschule der Pine Ridge Indianer Reservation in South Dakota. Das Motto der Hochschule lautet "Rebuilding The Lakota Nation Through Education" auf Deutsch "Wiederaufbau der Lakota Nation durch Bildung". Hauptsitz der Hochschule ist Kyle in Oglala Lakota County. Der Hochschul-Betrieb ist dezentral organisiert. In jedem der 9 Bezirke des Reservats gibt es einen Stützpunkt der Hochschule. Dies ist aufgrund der Fläche und der schlechten Verkehrserschließung und fehlendem öffentlichem Transport im Reservat notwendig. Außerdem besitzt die Hochschule einen Stützpunkt in Rapid City und in der Cheyenne River Reservation. An der OLC sind zirka 1500 Studenten eingeschrieben, davon etwa 450 in Rapid City, welches nicht zum Reservats-Gebiet gehört. Die Hochschule wurde 1971 von der Reservats-Regierung gegründet.